# Желязната лейди (филм)
„Желязната лейди“ (на английски: The Iron Lady) е британско-френски биографичен филм от 2011 г., който се базира на живота и кариерата на Маргарет Тачър (1925 – 2013), британска държавна жена и политик, който е първият женски и дългогодишен министър-председател на Обединеното кралство на ХХ век. Филма е режисиран е Филида Лойд. Тачър е изиграна главно от Мерил Стрийп, а в нейните форми на формиране и ранни политически години – от Александра Роуч. Съпругът на Тачър, Денис Тачър, е изигран от Джим Бродбент, а от Хари Лойд – по-младият Денис. Най-дългият член на кабинета на Тачър и евентуалният заместник, Джефри Хоу, е изигран от Антъни Глад.
Докато филмът беше посрещнат със смесени отзиви, представянето на Стрийп беше широко признато и се смяташе за една от най-великите в кариерата си. Тя получава 17-ата си номинация за Оскар за портрета си и в крайна сметка печели наградата, 29 години след първата си победа за най-добра актриса. Също така печели третата си награда „Златен глобус“ за най-добра актриса за драматична роля. (нейната осма награда „Златен глобус“) и втората награда БАФТА за най-добра актриса във водеща роля. Филмът спечели и „Оскар“ за най-добър грим и наградата БАФТА за най-добър грим и коса.
Филмът е базиран на биографията на Джон Кембъл „Желязната лейди“: Маргарет Тачър, от дъщерята на Гросър до министър-председателя.

## В България
Филмът е излъчен на 31 октомври 2014 г. по БНТ 1 с български субтитри от продуцентски център „Външна телевизионна продукция“.
| Превод и субтитри | Надя Баева            |
| Редактор          | Анета Дачева-Манолова |

През 2015 г. TV7 излъчва филма със субтитри.
На 14 октомври 2017 г. KinoNova излъчва филма с български дублаж за телевизията. Екипът се състои от:
| Озвучаващи артисти  | Даниела Йорданова Христина Ибришимова Васил Бинев Александър Воронов Силви Стоицов Христо Узунов |
| Преводач            | Илияна Велчева                                                                                   |
| Тонрежисьор         | Цветомир Цветков                                                                                 |
| Режисьор на дублажа | Димитър Кръстев                                                                                  |